# Thorikosita
La thorikosita és un mineral de la classe dels halurs. Rep el nom de l'antiga ciutat de Thorikos, prop d'on va ser descoberta.

## Característiques
La thorikosita és un halur de fórmula química Pb₃Cl₂(OH)(SbO₃,AsO₃). Va ser aprovada com a espècie vàlida per l'Associació Mineralògica Internacional l'any 1984. Cristal·litza en el sistema tetragonal. La seva duresa a l'escala de Mohs és 3.
Segons la classificació de Nickel-Strunz, la thorikosita pertany a «03.DC - Oxihalurs, hidroxihalurs i halurs amb doble enllaç, amb Pb (As,Sb,Bi), sense Cu» juntament amb els següents minerals: laurionita, paralaurionita, fiedlerita, penfieldita, laurelita, bismoclita, daubreeïta, matlockita, rorisita, zavaritskita, zhangpeishanita, nadorita, perita, aravaipaïta, calcioaravaipaïta, mereheadita, blixita, pinalita, symesita, ecdemita, heliofil·lita, mendipita, damaraïta, onoratoïta, cotunnita, pseudocotunnita i barstowita.

## Formació i jaciments
Ha estat descrita gràcies a exemplars trobats en dos indrets del districte grec de Làurion: la cova Passa Limani i la bahía de Thorikos. També ha estat descrita en altres indrets del país hel·lè, així com a les localitats italianes d'Anzio i Piombino, a les regions de Laci i la Toscana respectivament. No ha estat trobada en cap altre indret del planeta.